# The Mount, Shrewsbury

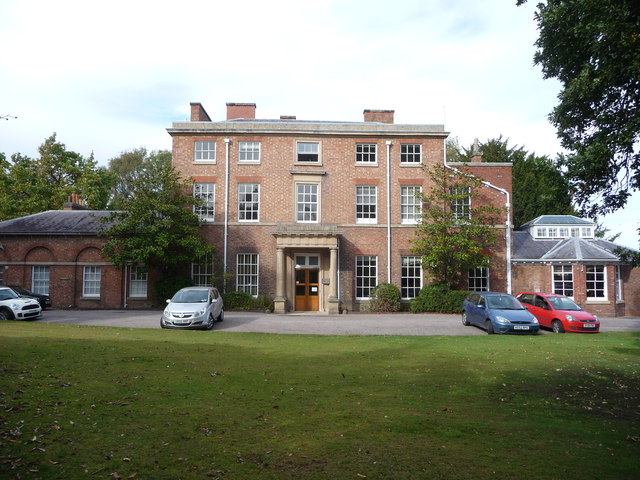
The Mount

The Mount este un loc din Shrewsbury pe care se află o casă georgiană⁠(<span title="Arhitectură georgiană|casă georgiană la Wikidata">d), cunoscută oficial sub numele de "Mount House", adesea ea însăși descrisă pur și simplu ca fiind muntele. Casa a fost locul de naștere al lui Charles Darwin.

## Prezentare generală
Cea mai mare casă georgiană a fost construită în 1800 de către tatăl lui Charles Darwin, medicul local de succes Robert Darwin⁠(d). Fiul său, Charles, s-a născut acolo la 12 februarie 1809. Robert Darwin a murit în casă pe 13 noiembrie 1848, urmat de fiicele sale necăsătorite Catherine și Susan. Din moment ce nu au existat membri supraviețuitori ai familiei Darwin în reședință, casa a fost pusă la licitație, după ce cei trei copii ai lui Robert Darwin, Ras⁠(<span title="Erasmus Alvey Darwin|Ras la Wikidata">d), Charles, și Caroline Wedgwood au luat ce posesiuni au dorit.
În 1996 a fost format The Mount Residents' Group, motivat de îngrijorarea față de o dezvoltare imobiliară propusă de 18 case pe terenul Rowton Lodge, o casă de gradul II din mijlocul muntelui. Datorită presiunii din partea grupului, investiția a fost anulată.
Din 2004, casa este ocupată de evaluatorul districtual și de Agenția de evaluare din Shrewsbury, iar vizitele pot fi efectuate în timpul orelor de program, prin programare prealabilă. Clădirea este listată de gradul II*. Locul nu este recunoscut ca muzeu. Cu toate acestea, Down House⁠(d), unde Darwin și-a petrecut cea mai mare parte a vieții sale adulte, este muzeu.

## Legături externe
- en The Mount Residents' Group
- en http://darwin.baruch.cuny.edu/biography/shrewsbury/mount/
- en http://www.gruts.com/darwin/images/photos/html/mount-02.htm%5Bnefuncțională%5D
- en https://web.archive.org/web/20041025003759/http://www.voa.gov.uk/where/west_midlands/shrewsbury_office.htm